# (37699) Santini-Aichl
(37699) Santini-Aichl – planetoida z pasa głównego asteroid okrążająca Słońce w ciągu 5 lat i 245 dni w średniej odległości 3,18 j.a. Została odkryta 13 stycznia 1996 roku w Kleť Observatory w pobliżu Czeskich Budziejowic przez Janę Tichą i Miloša Tichego. Nazwa planetoidy pochodzi od Jana Blažeja Santini-Aichla (1677-1723), wybitnego barokowego czeskiego architekta pochodzenia włoskiego. Przed nadaniem nazwy planetoida nosiła oznaczenie tymczasowe (37699) 1996 AH1.